# Gapura Barat
Gapura Barat is een bestuurslaag in het regentschap Sumenep van de provincie Oost-Java, Indonesië. Gapura Barat telt 3458 inwoners (volkstelling 2010).